# 博福特 (密蘇里州)
博福特（英語：Beaufort）是位於美國密蘇里州富蘭克林縣的非建制地區。

## 歷史
博福特的郵局自1849年營運至今。

## 地理
博福特所處的海拔為高於海平面257米（即843英呎），而該地所採用的時區為UTC-6，即北美中部時區（CST）。同時該地設有夏令時間，為UTC-6調快一小時，即UTC-5（CDT）。